# 瀧川蛙朝
瀧川 蛙朝（たきがわ あちょう、1996年6月4日 - ）は、落語芸術協会に所属する落語家。瀧川鯉朝門下の二ツ目。本名∶ 石川 丞。出囃子は『雨にぬれても』。

## 経歴
神奈川県出身。藤沢翔陵高等学校普通科、桜美林大学芸術文化学群映画専修卒業。
2020年8月に瀧川鯉朝に入門。前座名「はち水鯉」。前座名は8ミリフィルムが由来。2020年9月に楽屋入り。浅草演芸ホールで初高座（演目は「新聞記事」）。
2024年9月上席より、二ツ目に昇進し、「瀧川蛙朝」に改名する。

## 人物
- 趣味は麻雀、漫画、浅田次郎、ハンギョドングッズ収集[1][2]。
- 過去には高校生漫才師として活動しており、ハイスクールマンザイにおいてコンビ「ガールズガンダーラ」で2013年に準決勝進出[3]、2014年には決勝進出を果たしている[4]。
- 父は小説家の石川渓月[5]。姉がいる[5]。

## 芸歴
- 2020年8月 - 瀧川鯉朝に入門。
- 2020年9月 - 楽屋入り。
- 2024年9月 - 二ツ目昇進。瀧川蛙朝に改名。